# Пухстикс
Пухстикс е детска игра, спомената за първи път в The House at Pooh Corner, книга за Мечо Пух от Алън Милн. Името пухстикс буквално означава „пръчката на Пух“.
Това е проста игра, при която деца пускат пръчки от мост над течаща вода, от страната от която е срещуположно течението. Която пръчка се появи първа от другата страна на моста, печели.

## Правила
Играта пухстикс е за двама или повече играчи. В традиционната версия участниците трябва да пуснат пръчка едновременно от горната страна на моста и да бягат от другата страна. Победител е играчът, чиято пръчка се появява за първи път от другата страна на моста. Като алтернатива, играчите могат да решат за начална точка на река и финална линия по-надолу по течението. Победителят е играчът, чиято пръчка първи премине крайната точка.
Общоприето е, че пръчката трябва да бъде направена от органични материали, за предпочитане върба, а не от изкуствени материали. Всички участници трябва да пуснат пръчките си по едно и също време, обикновено след като реферът извика „спускане“ или друга договорена ключова дума. Освен това не може да се постигне никакво предимство чрез демонтиране на моста или използване на каквито и да било самоходни устройства с пръчки. Пръчката трябва да бъде пусната, а не хвърлена във водата, и всеки играч, за който се счита, че е хвърлил своята пръчка, се дисквалифицира.

## Стратегии
Пухстикс се счита за игра на късмета, но някои играчи твърдят, че е въпрос на умения. Някои стратегии включват начина, по който пръчката се държи преди да бъде изпусната и се опитва да намери най-бързия маршрут в реката. Авторът Бен Шот очертава метода на хвърляне като печеливша стратегия в третата си книга „Schott’s Sporting, Gaming and Idling Miscellany“, но неговият метод е отхвърлен като измама от организаторите на състезанието. Във всеки случай турбуленцията около опорите на моста прави пътя на пръчката много труден за прогнозиране и може да варира в зависимост от сезона.

## Шампионат
Годишното Световно първенство по пухстикс се провежда в Оксфордшир в Day's Lock на река Темза в Обединеното кралство от 1984 г. Наградата е златен медал и плюшено мече.